# Anne Bacon
Anne Bacon (nascuda Cooke; 1528 – 27 d'agost de 1610) va ser una dama anglesa erudita, una lingüista dotada, que parlava en italià, llatí i grec, i fins i tot una mica d'hebreu. La seva traducció del llatí de l'Apologie of the Anglican Church (1564), de John Jewel, és considerada una gran contribució a la literatura religiosa anglesa i una referència a tota l'Europa protestant. Va ser la mare de Francis Bacon.
Anne o Ann va ser traductora a l'anglès i dama de la cort britànica. Malgrat no se sàpiga amb exactitud la seva data de naixement es pressuposa que va néixer l'any 1528. Va néixer a Essex, Anglaterra, essent una de les cinc filles d'Anthony Cooke, tutor d'Eduard, únic fill d'Enric VIII d'Anglaterra. Com a bon educador, Anthony va assegurar que tots els seus quatre fills i cinc filles rebessin un ensenyament humanista amb aprofundiment en llengües i clàssics.